# 劉林 (演員)
劉林（1942年—），本名劉明郎，男，台灣演員。

## 生平
1962年，他在父親劉金約任職總經理、立法院院長黃國書掛名董事長的國光人壽從事櫃台服務員，卻被國光人壽隔壁的電影公司老闆相中（因為原定男主角臨時被調去當兵），參演了生涯第一部電影《思相枝》。
1969年進入中視，於第一部連續劇《玉蘭花》中擔任男配角。1971年華視開播後，被借調到閩南語連續劇《西螺七劍》劇組，扮演男主角「洪善」（阿善師）一砲而紅，之後並橫跨國台語電視劇演出多年。
1987年起擔任中視多齣連續劇的製作人，也曾參演中視多部閩南語劇如《法律劇場》、《爸爸原諒我》（首次兼任製作人）、《良人》、《你子阮子打咱子》（與李靜美主演）等。1988年，其製作之《爸爸原諒我》獲得第23屆金鐘獎戲劇節目獎連續劇類。

## 家庭
父親劉金約。
在家中六兄妹中排行老四，上有三兄，下有一弟妹，大哥高鳴，演員。
前妻高幸枝，演员。

## 參演作品
| 年份         | 頻道     | 劇名                           | 角色                       |
| ------------ | -------- | ------------------------------ | -------------------------- |
|              | 中視     | 《姊妹花》                     | 葉溪河（在高歌辭演後接演） |
| 1972年       | 華視     | 《西螺七劍》                   | 洪善（阿善師）             |
| 1973年       | 中視     | 國語連續劇《鼓上風雲》         | 鍾天雷                     |
| 1978至1983年 | 中視     | 單元劇《法律劇場》             | 高武雄（刑事組長）         |
|              | 中視     | 《生命之歌》                   | 漢良                       |
|              | 中視     | 《夜娘》                       | 崔大流                     |
|              | 中視     | 《劍道》                       | 關山義                     |
|              | 中視     | 《再生花》                     |                            |
| 1975年       | 中視     | 《香妃》                       | 霍集占                     |
| 1975年       | 中視     | 《奪標》                       | 李佩                       |
|              | 中視     | 國語連續劇《戰國風雲》         | 桑武                       |
|              | 中視     | 《芳草碧連天》                 | 阿雄                       |
|              | 中視     | 《龍虎兄弟》                   |                            |
|              | 中視     | 《天下父母心》                 |                            |
|              | 中視     | 《巡按大人》                   |                            |
| 1984年       | 中視     | 午間閩南語連續劇《港都好男兒》 | 關壯威                     |
|              | 中視     | 《全是為了愛》                 |                            |
|              | 中視     | 《爸爸原諒我》                 |                            |
|              | 中視     | 《英雄出少年》                 | 劉勝義                     |
|              | 中視     | 《秋風夜雨》                   | 林敏誠                     |
|              | 中視     | 《蓋世皇太子》                 | 阿福                       |
|              | 中視     | 《阿母的嫁妝》                 | 李阿知                     |
|              | 中視     | 《女人當家》                   | 謝添木                     |
| 1984年       | 中視     | 午間閩南語連續劇《草螟弄雞公》 |                            |
| 1984年       | 中視     | 《鹿鼎記》                     | 茅十八                     |
| 1984年       | 中視     | 《一加一不等於二》             |                            |
| 1985年       | 中視     | 《神州俠侶》                   | 丘逢春                     |
| 1985年       | 中視     | 《飛燕驚龍》                   | 一陽子                     |
|              | 中視     | 《楚留香新傳》                 | 十殿閻羅、吳不知           |
|              | 中視     | 《一代女皇》                   | 李元昌                     |
|              | 中視     | 《大旗英雄傳》                 | 雲翼                       |
| 1992年       | 中視     | 《良人》                       | 陳金泉                     |
| 1993年       | 中視     | 《嫁粧一卡車》                 | 林丁旺                     |
| 1994年       | 中視     | 《牽手出頭天》                 | 林聰明                     |
| 1996年       | 中視     | 《你子阮子打咱子》             | 李添才                     |
| 1997年       | 中視     | 《阿爸的私房錢》               | 余世雄                     |
|              | 中视     | 《心事谁人知》                 | 吴火旺                     |
| 2001年       | 中視     | 《三叔公九嬸婆》               | 萬能（三叔公）             |
|              | 三立影視 | 錄影帶《豬哥亮與嘉慶君》       | 王得祿                     |
| 2012年       | 公視     | 《公視人生劇展－遺失的美好》   | 影子男                     |
| 2016年       | 公視     | 《今晚，你想點什麼？》         | 林桑                       |

## 製作作品
- 2003年至2004年，劉林與鄭秀英聯合製作中視《心事誰人知》（共175集，兼任導演）。
- 中視《世間人》（2004年2月19日12:35首播）。
- 2012年，劉林與鄭秀英聯合製作公視《公視人生劇展－遺失的美好》（2012年4月29日22:00～23:30首播）。
- 2013年，劉林與鄭秀英聯合製作公視《公視人生劇展－喇叭宏的悲喜曲》（2012年3月10日22:00～23:30首播）。
- 2017年，劉林與鄭秀英聯合製作公視《公視人生劇展－阿嬤，搖哩搖哩》。
- 中視《爸爸原諒我》
- 中視《三叔公九嬸婆》（與鄭秀英任製作人）
- 中視《一樣米養百樣人》（與鄭秀英任製作人）